# Premierzy Jemenu Południowego

## Lista premierówJemenu Południowego
| Osoba                                             | Osoba           | Osoba                                                | Kadencja        | Kadencja                       | Partia polityczna              |
| #                                                 | Portret         | Imię i nazwisko                                      | Od              | Do                             | Partia polityczna              |
| ------------------------------------------------- | --------------- | ---------------------------------------------------- | --------------- | ------------------------------ | ------------------------------ |
| 1                                                 |                 | Fajsal asz-Szaabi فيصل عبد الطيف الشعبي (?–1971)     | 6 kwietnia 1969 | 22 czerwca 1969                | Narodowy Front Wyzwolenia      |
| 2                                                 |                 | Muhammad Ali Haitham محمد علي هيثم (1940–1993)       | 23 czerwca 1969 | 2 sierpnia 1971                | Narodowy Front Wyzwolenia      |
| 3                                                 |                 | Ali Nasir Muhammad علي ناصر محمد الحسني (1939–)      | 2 sierpnia 1971 | 21 grudnia 1978                | Narodowy Front Wyzwolenia      |
| (3)                                               | 21 grudnia 1978 | Ali Nasir Muhammad علي ناصر محمد الحسني (1939–)      | 14 lutego 1985  | Jemeńska Partia Socjalistyczna |                                |
| 4                                                 |                 | Hajdar Abu Bakr al-Attas حيدر أبو بكر العطاس (1939–) | 14 lutego 1985  | 8 lutego 1986                  | Jemeńska Partia Socjalistyczna |
| 5                                                 |                 | Jasin Said Numan ياسين سعيد نعمان (1948–)            | 8 lutego 1986   | 22 maja 1990                   | Jemeńska Partia Socjalistyczna |
| zjednoczenie Jemenu (22 maja 1990 – 21 maja 1994) |                 |                                                      |                 |                                |                                |
| 6                                                 |                 | Hajdar Abu Bakr al-Attas حيدر أبو بكر العطاس (1939–) | 21 maja 1994    | 7 lipca 1994                   | Jemeńska Partia Socjalistyczna |